# Kazaň
Kazaň (rusky Казань, tatarsky Казан) je administrativním a kulturním centrem Tatarstánu a jedním z největších měst v Rusku. Zároveň je střediskem Povolžského federálního okruhu a Povolžského ekonomického rajónu. Nachází se v evropské části Ruské federace na levém břehu řeky Volhy (a na jejím soutoku s Kazankou). Zachovalo se zde mnoho stavebních památek včetně Kazaňského kremlu. Žije zde přibližně 1,33 milionu obyvatel, převážně Tataři a Rusové. Je zde mezinárodní letiště. 

## Historie

### Kazaň v době vlastní nezávislosti

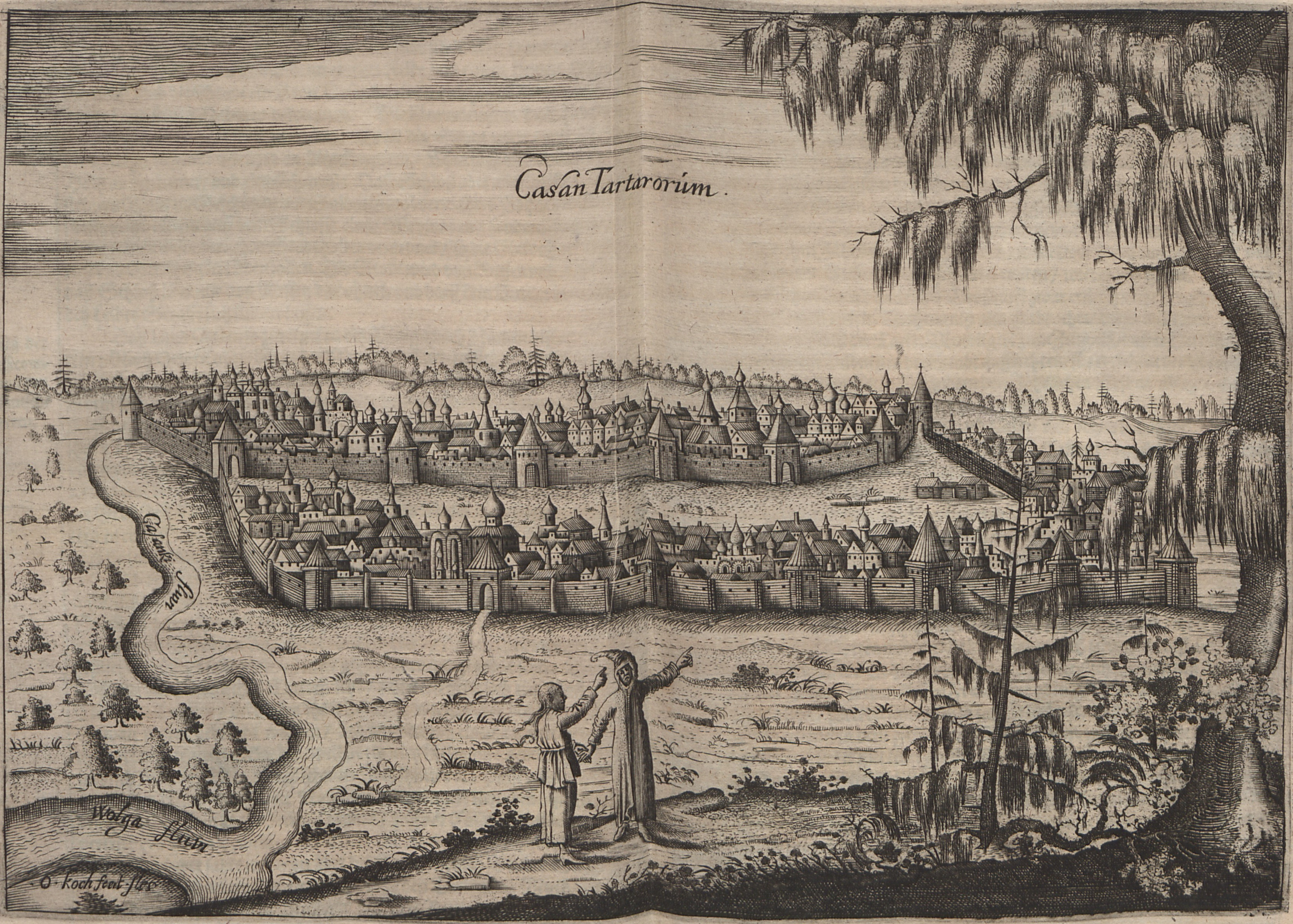
Pohled na Kazaň, Adam Olearius, 1656

Kazaň založili údajně Povolžští Bulhaři, ačkoliv se o tom spekuluje, a to v době někdy mezi 11. a 13. stoletím. Jedním z nejstarších nálezů v Kazani byla česká mince z jedenáctého století se zobrazením svatého Václava, kterou našli během vykopávek v Kazaňském kremlu. Svoje vlastní mince začali v Kazani razit až v roce 1408. Z této doby pochází první stavby místního kremlu. V tomto období mělo město význam jako zastávka obchodníků na cestě ze Skandinávie do dnešního Íránu. Vznikl zde bazar, který se stal centrem obchodu v celé oblasti; hlavně s nábytkem. Po zničení Zlaté hordy v 15. století se zde postupně zformoval Kazaňský chanát, který bohatl. Jeho centrum, Kazaň, velmi prosperovalo. Byla opravena citadela a posíleno opevnění. V roce 1487 se Rusové pokoušeli Kazaň dobýt, ale neúspěšně.

### Kazaň v době ruského carství

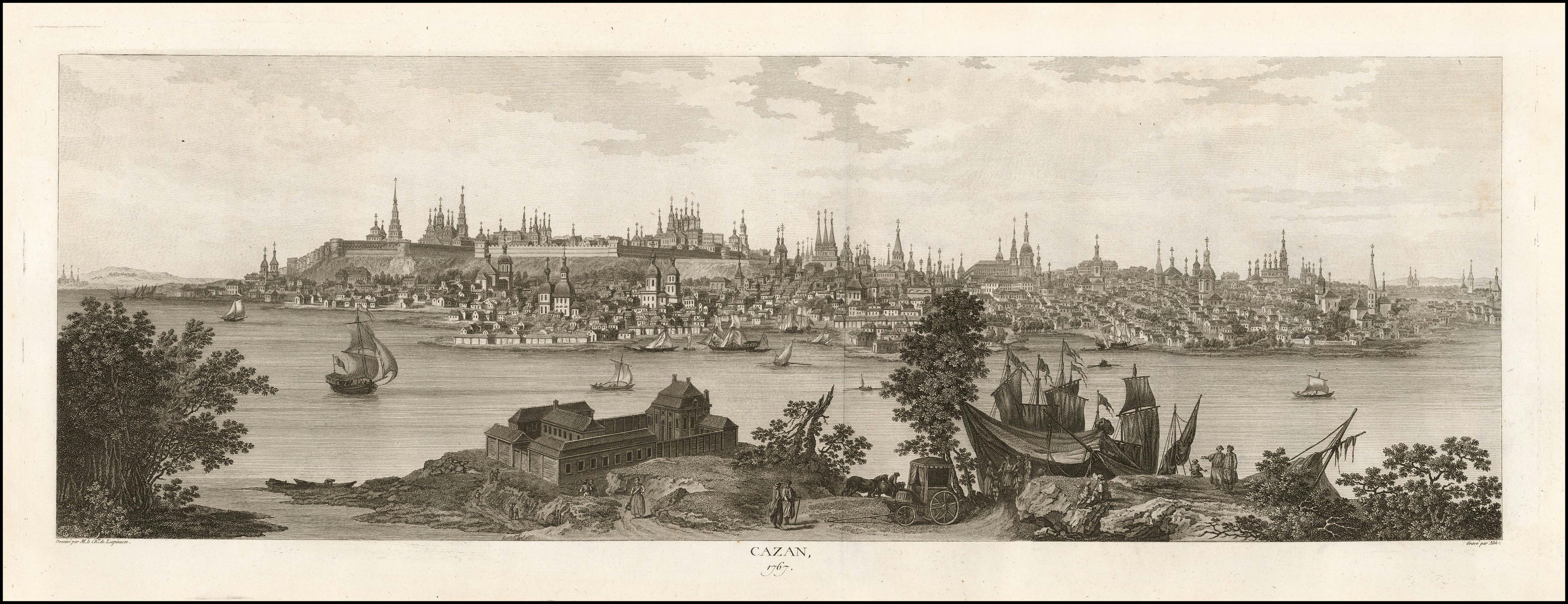
Město na rytině z roku 1767

Teprve Ivan IV. Hrozný v polovině 16. století Kazaň úspěšně připojil k Rusku. Byl ustanoven nový správce města – kníže Alexandr Gorbatyj Šujskij, za jehož vlády byli mnozí Tataři zabiti, obráceni násilně ke křesťanství a nakonec vystěhováni na místo vzdálené 50 km od města. V Kazani samotné byly zbořeny všechny mešity a paláce patřící Tatarům. O několik let později, v roce 1579, navíc vypukl velký požár. Po něm byl opět obnoven Kazaňský chanát, tentokrát už i s pomocí samotných Rusů. Roku 1612 byla ale jeho nezávislost zrušena, a to ruským nacionalistou Kuzmou Mininem. Toto období pro nás zůstává zatím nejasné, není o něm mnoho informací.

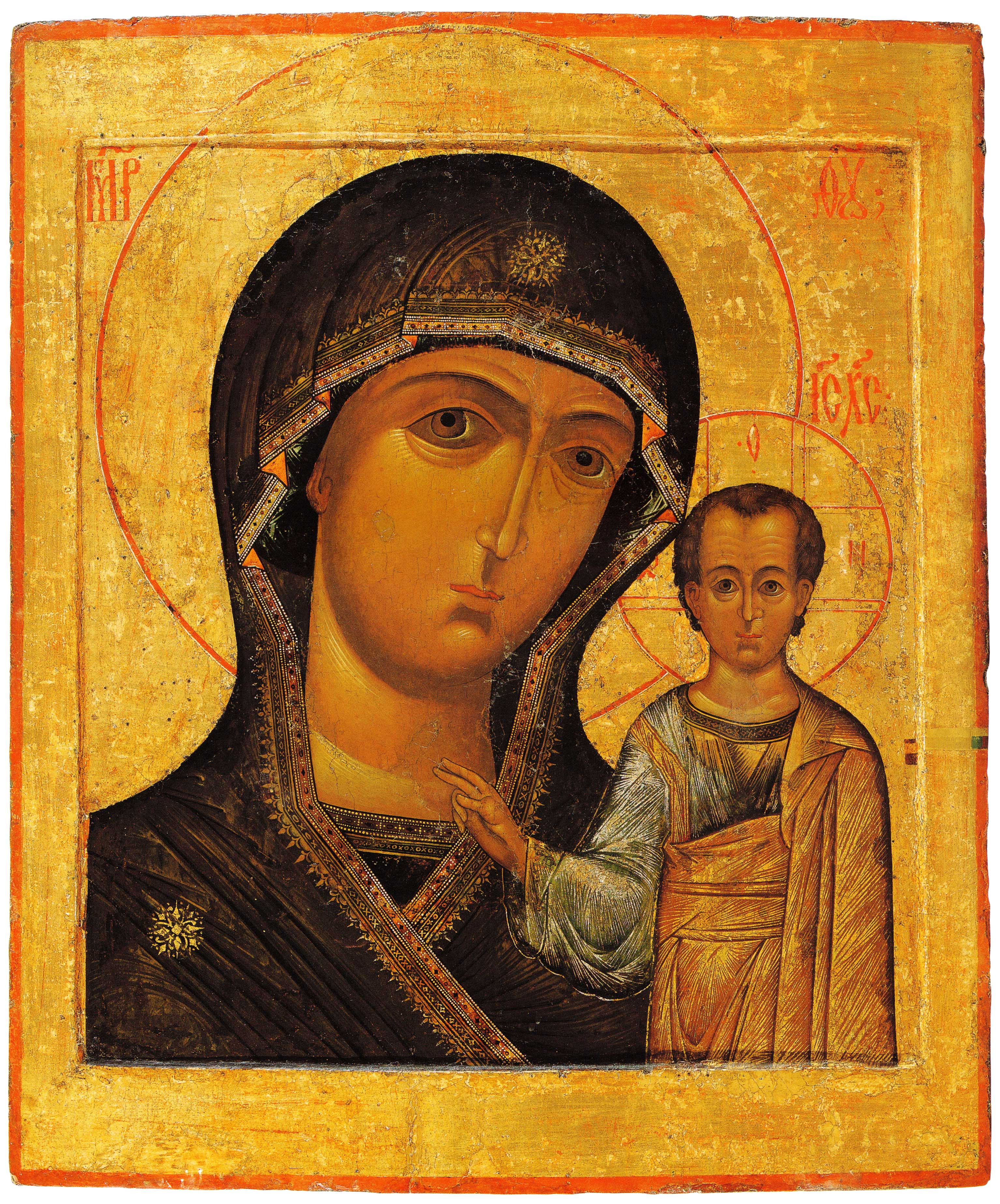
Ikona Naší Paní Kazaňské

V roce 1708 byl Kazaňský chanát zrušen celý a přeměněn na gubernii. To se událo v době Petra Velikého. Po jeho návštěvě se v Kazani začaly vyrábět lodě pro Kaspickou flotilu. Na konci 18. století, v roce 1774, vypuklo povstání pohraničníků a rolníků vedené donským kozákem Jemeljanem Pugačovem, při němž bylo město téměř zničeno. Za vlády Kateřiny Veliké pak bylo rychle obnoveno. Byl zde povolen islám, přesto však diskriminace Tatarů neskončila. Na začátku 19. století tak už na Kazaňské státní univerzitě mohli tisknout Korán a začal rozvoj města.
Ke sklonku 19. století se město stalo průmyslovým centrem středovolžské oblasti, kam se lidé stěhovali za prací. Roku 1875 byla ve městě zřízena koňská dráha, kterou v roce 1899 nahradila elektrická tramvaj. Pravomoci Tatarů po revoluci v roce 1905 neustále rostly, Tataři získali kulturní autonomii a město se stalo jejich kulturním centrem. Začaly se objevovat první noviny v tatarštině a vzniklo tatarské divadlo.

### Kazaň v době SSSR a současnosti

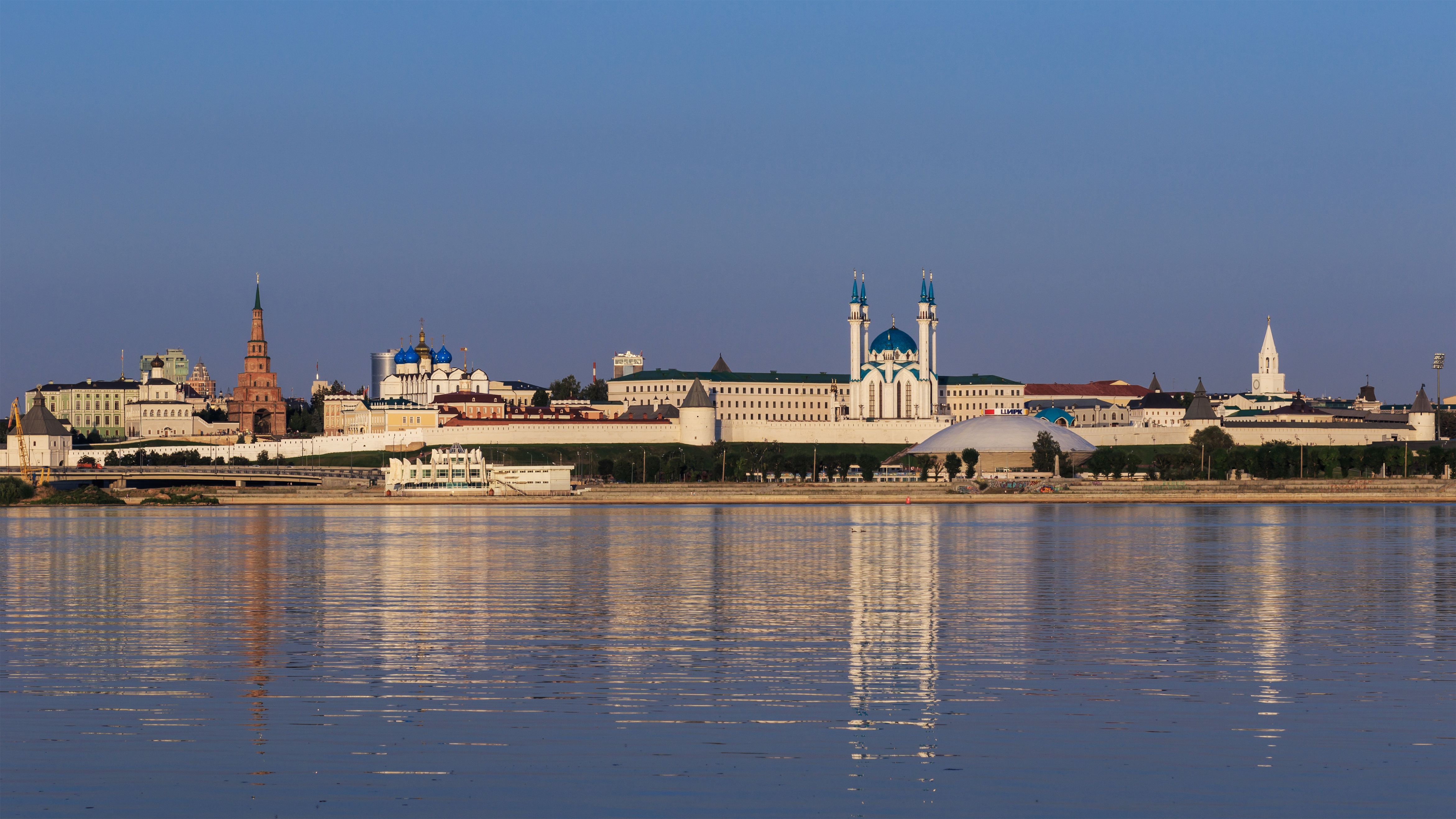
Panorama města

V noci z 6. na 7. srpna 1918 obsadili město českoslovenští legionáři a převzali ruský carský zlatý poklad. Město drželi 44 dní, než ustoupili bolševické přesile. 
Po revoluci a občanské válce mezi lety 1917 a 1919 zde bolševická moc ustanovila Tatarskou autonomní sovětskou socialistickou republiku. Tehdy zde žilo přibližně 200 000 lidí, město bylo středem náboženských aktivit celé oblasti. V rámci komunistického protináboženského boje byla uzavřena a zničena většina kostelů a mešit, stejně jako v celém SSSR. Během 2. světové války sem, jakož i do jiných měst v Povolží a v okolí Uralu, byly přestěhovány závody zaměřené na válečnou výrobu (výroba tanků a letadel), ve městě dodnes funguje např. Kazaňský vrtulníkový závod. Město rychle rostlo; zatímco pětisettisícovou hranici překonalo až v 50. letech, o zhruba dalších třicet let později se Kazaň stává již městem milionovým. Na jeho okraji vyrostlo mnoho panelových sídlišť. V 70. a 80. letech vzrostlo v kazaňských ulicích násilí a kriminalita mládeže. Tzv. Kazaňský fenomén způsobil paniku a ohlas v celém tehdejším Sovětském svazu a dodnes zůstává v paměti ruského národa. V roce 2023 vznikl o tomto sociálním jevu seriál Slovo pacana. Krev na asfaltu.
Po pádu sovětského impéria se v Kazani opět začala rozvíjet tatarská kultura, stavěly se nové mešity a kostely. Centrum města prošlo rozsáhlou rekonstrukcí. Roku 2005 byla v Kazaňském kremlu u příležitosti výročí tisíc let od založení města otevřena mešita Kul Šerif, svého času největší mešita v Rusku. Místní kreml je symbolem státnosti celého Tatarstánu. K tisíciletí existence města bylo slavnostně otevřeno také nové metro. Nachází se zde také letiště Kazaň, největší v Tatarstánu. Ve městě se vyráběly nadzvukové bombardéry s měnitelnou geometrií křídel Tu-22M a dosud se vyrábí Tu-160.
Dne 21. prosince 2024 v důsledku ukrajinského dronového útoku během rusko-ukrajinské války došlo v Kazani k poškození několika výškových obytných budov a několika požárům.

## Obyvatelstvo
| - 1550 – 50 000 - 1708 – 40 000 - 1830 – 43 900 - 1839 – 51 600 - 1859 – 60 600 - 1862 – 63 100 - 1883 – 140 000 - 1897 – 130 000 - 1917 – 206 600 | - 1926 – 179 000 - 1939 – 398 000 - 1959 – 667 000 - 1979 – 989 000 - 1989 – 1 094 400 - 1997 – 1 076 000 - 2000 – 1 089 500 - 2002 – 1 153 000 - 2010 – 1 138 000 |

## Významné stavby

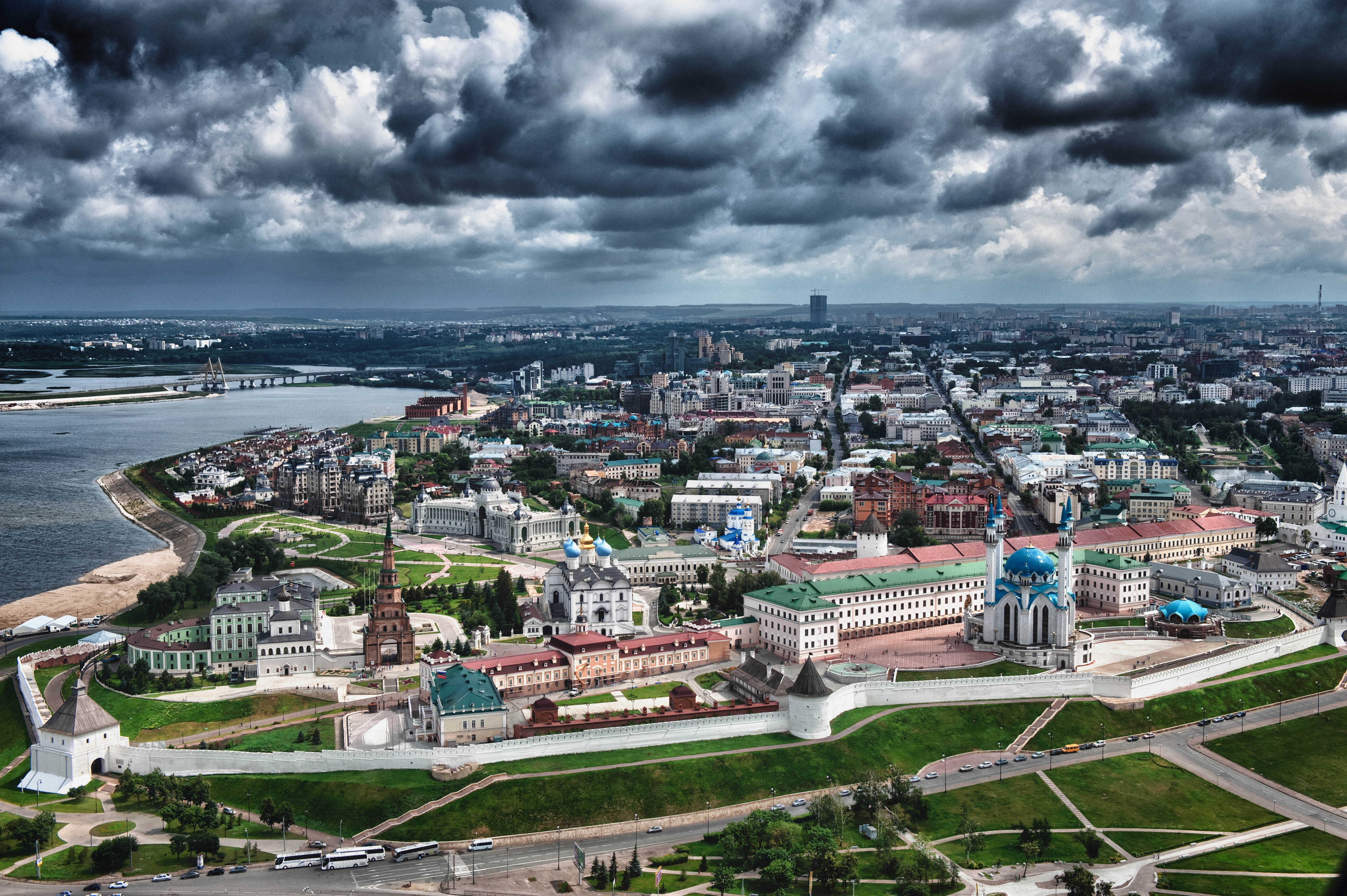
Pohled na Kazaňský kreml s Kul Šerifovou mešitou a Chrámem Zvěstování

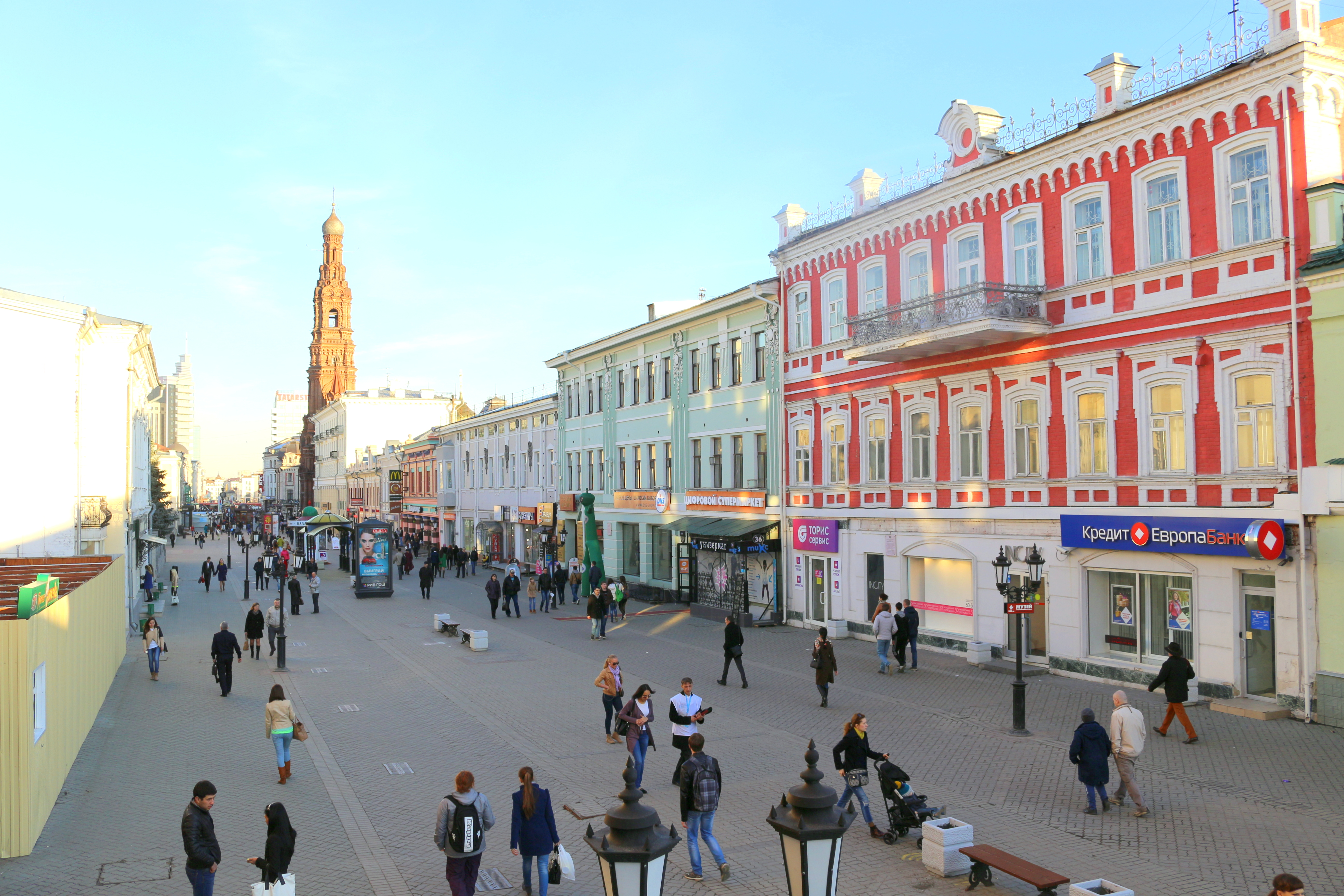
Baumanova ulice v centru Kazaně

- Kazaňský kreml (zapsaný v UNESCO)
- Kazaňská federální univerzita
- Kul Šerifova mešita

## Slavní rodáci

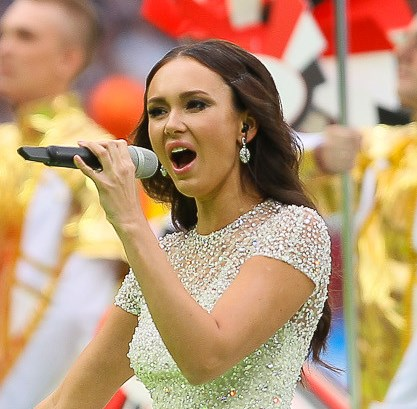
Operní pěvkyně tatarského původu Aida Garifullinová

- Nikolaj Ernestovič Bauman (1873–1905), ruský bolševický revolucionář německého původu
- Fjodor Ivanovič Šaljapin (1873–1938), ruský operní pěvec-basista
- Vasilij Aksjonov (1932–2009), ruský spisovatel, přední osobnost intelektuálního disentu v SSSR
- Valerij Gerasimov (* 1955), náčelník generálního štábu ozbrojených sil Ruské federace a první náměstek ruského ministra obrany
- Rustem Adagamov (* 1961), ruský fotograf a profesionální bloger
- Alexandr Burmistrov (* 1991), ruský hokejový útočník
- Elizaveta Maximová (* 1992), česká herečka ruského původu
- Veronika Kuděrmetovová (* 1997), ruská profesionální tenistka
- Kamila Valijevová (* 2006), ruská krasobruslařka, zlatá medailistka ze ZOH 2022 (s dopingem)
- Aida Garifullinová (* 1987), ruská operní pěvkyně tatarského původu

## Partnerská města
- Braunschweig, Německo (1988)
- College Station, Texas, USA, 1990
- Eskişehir, Turecko (1997)
- Minúfija, Egypt (1997)
- Kaljúbíja, Egypt (2001)
- Doněck, Ukrajina (2002)
- Chang-čou, Čína (2002)
- Istanbul, Turecko (2002)
- Antalya, Turecko (2003)
- Astana, Kazachstán (2004)
- Tabríz, Írán (2009)
- Harare, Zimbabwe (2011)
- Šen-čen, Čína (2012)
- Kanton, Čína (2012)
- Ankara, Turecko (2013)